# Especialista focal
Especialista focal, em medicina, indica o especialista em um órgão, sistema, faixa etária ou gênero. Exemplos, respectivamente, são os do nefrologista, endocrinologista, geriatra e ginecologista. Esta definição, ao contrário de ser uma redundância, se materializa por oposição semântica ao especialista dos cuidados médicos integrais, que é o Medico de Família e Comunidade (também conhecido como o especialista da Atenção Primária a Saúde). Os sistemas de saúde mais resolutivos e satisfatórios do cenário internacional, como o canadense, o cubano, o inglês e vários outros baseiam-se em uma ampla base de equipes de saúde nucleadas em torno de um médico de família e comunidade, ou médico de família, ou prático geral, sempre formado em nível de pós-graduação. Os sistemas menos custo-efetivos e menos satisfatórios, assim como mais iatrogênicos, como o estadunidense, baseiam-se no trabalho de especialistas focais. No Brasil a filosofia da Política Nacional de Atenção Básica, editada pelo Ministério da Saúde como estruturadora do SUS, aponta para a Atenção Primária como a base dos sistema, reconhecendo o papel essencial dos especialistas focais como referência nos níveis secundário e terciário do SUS.
Como exemplo de instituição internacional que já usa esses conceitos, temos a BIREME, da OPAS/OMS.
Além disso, o PROJETO DIRETRIZES, da AMB/CFM (Associação Médica Brasileira/Conselho Federal de Medicina) tem-se utilizado do conceito de Especialista Focal. A SBMFC (Sociedade Brasileira de Medicina de Família e Comunidade), do mesmo modo, o utiliza, inclusive na seção artística de seu portal.